# ثورة غنت (1539-1540)
ثورة غنت هي انتفاضة قام بها مواطنو مدينة غنت ضد نظام الإمبراطور الروماني المقدس والملك الإسباني كارلوس الخامس عام 1539. وكانت الثورة ردة فعل على الضرائب المرتفعة، التي شعر الفلمنك أنها استخدمت فقط لخوض الحروب في الخارج (خاصة الحرب الإيطالية 1536-1538). دخل كارلوس بجيشه إلى المدينة في العام التالي واستسلم المتمردون دون قتال. قصد كارلوس إذلال المتمردين من خلال استعراض زعمائهم مرتدين ملابسهم الداخلية وأناشيط مشانق الجلادين ملتفة حول رقابهم. ومنذ ذلك الحين، يُسمي مواطنو غنت أنفسهم بشكل غير رسمي «بحملة المشانق».

## الخلفية
في ذلك الوقت، كان غنت تخضع لحكم الإمبراطور الروماني المقدس والملك الإسباني كارلوس الخامس، على الرغم من أن أخته، ماري من المجر، هي التي حكمت المنطقة فعليًا كوصية له. كانت غنت في دائرة بورغندي للإمبراطورية الرومانية المقدسة. بالإضافة إلى كونها والبلدان المنخفضة مركزًا دوليًا للتجارة والصناعة بشكل عام، الأمر الذي كان مصدرًا مهمًا للدخل. وكان لغنت علاقات تجارية مربحة مع فرنسا. وتراوح عدد سكانها بين 40 ألف إلى 50 ألف نسمة.
في أوائل عام 1515، فرض كارلوس على غنت مرسوم كالفل، الذي منع الجمعيات الحرفية من اختيار عمدائها، بالإضافة إلى أمور أخرى.
في عام 1536، خاض كارلوس حربًا مع الملك الفرنسي فرانسوا الأول للسيطرة على شمال إيطاليا (الحرب الإيطالية 1536-1538). طلب كارلوس إلى ماري جمع الأموال والمجندين من المقاطعات الهولندية. وفي أواخر مارس عام 1537، أعلنت ماري فرض ضريبة قدرها 1.2 مليون غيلدر وجيش من 30 ألف مجند إلى جانب الذخائر والمدفعية. توجب على شعب فلاندر دفع ثلث مال الضريبة (400 ألف غيلدر)؛ وطُلب إلى غنت المساهمة بـ 56 ألفًا. كانت غنت غارقة في الديون مسبقًا آنذاك، بسبب الغرامات التي فرضها حكامها في القرن السابق.
رفضت غنت دفع الضرائب على أساس أن الاتفاقيات القديمة مع الحكام السابقين تنص على أنه لا يمكن فرض ضريبة على غنت دون موافقتها، على الرغم من أنهم عرضوا توفير القوات بدلًا من المال. حاولت ماري أن تساوم قادة غنت، لكن كارلوس أصر بشدة على أن تدفع المدينة حصتها من الضريبة دون شروط.
من بين المقاطعات الهولندية الأربع، كانت غنت الوحيدة التي رفضت الضرائب الجديدة. وحين رفضت المقاطعات الهولندية الأخرى دعم غنت، عرضت المقاطعة سرًا تقديم الولاء للملك الفرنسي فرانسوا الأول مقابل الحماية من كارلوس. لكن فرانسوا رفض طلب غنت، وهذا قد يرجع إلى تلميح كارلوس بمنح فرانسوا السيطرة على ميلان عندما يتخلى عن العرش (لكن ذلك لم يحدث)، وبالتالي أراد فرانسوا الحفاظ على علاقة جيدة مع كارلوس.
في أوائل عام 1539، أقامت غنت مهرجان بلاغة فخمًا. غضب كارلوس جراء البذخ في المهرجان، بسبب ادعاء غنت عدم القدرة على دفع ضرائبها.
في يوليو عام 1539، انتشرت شائعات بأن بعض أعضاء مجلس البلدية قد تلاعبوا بالوثائق الموجودة في أرشيفات المدينة التي شرعت استقلالية غنت. وكانت الجمعيات الحرفية على وجه الخصوص مستاءة من السرقة المفترضة لشراء فلاندر، وهي وثيقة أسطورية من كونت فلمنكي سابق كان يُزعم أنه منح غنت الحق في رفض جميع الضرائب. اعتقد الحرفيون أن ماضي مدينتهم وحقوقها قد غُيرت وحُرفت بذلك.

## وصلات خارجية
- Gilde van de Stroppendragers ("Guild of Noose Bearers") homepage نسخة محفوظة 17 أكتوبر 2012 على موقع واي باك مشين.